# Kirche St. Margareta von Antiochia (Kopčany)

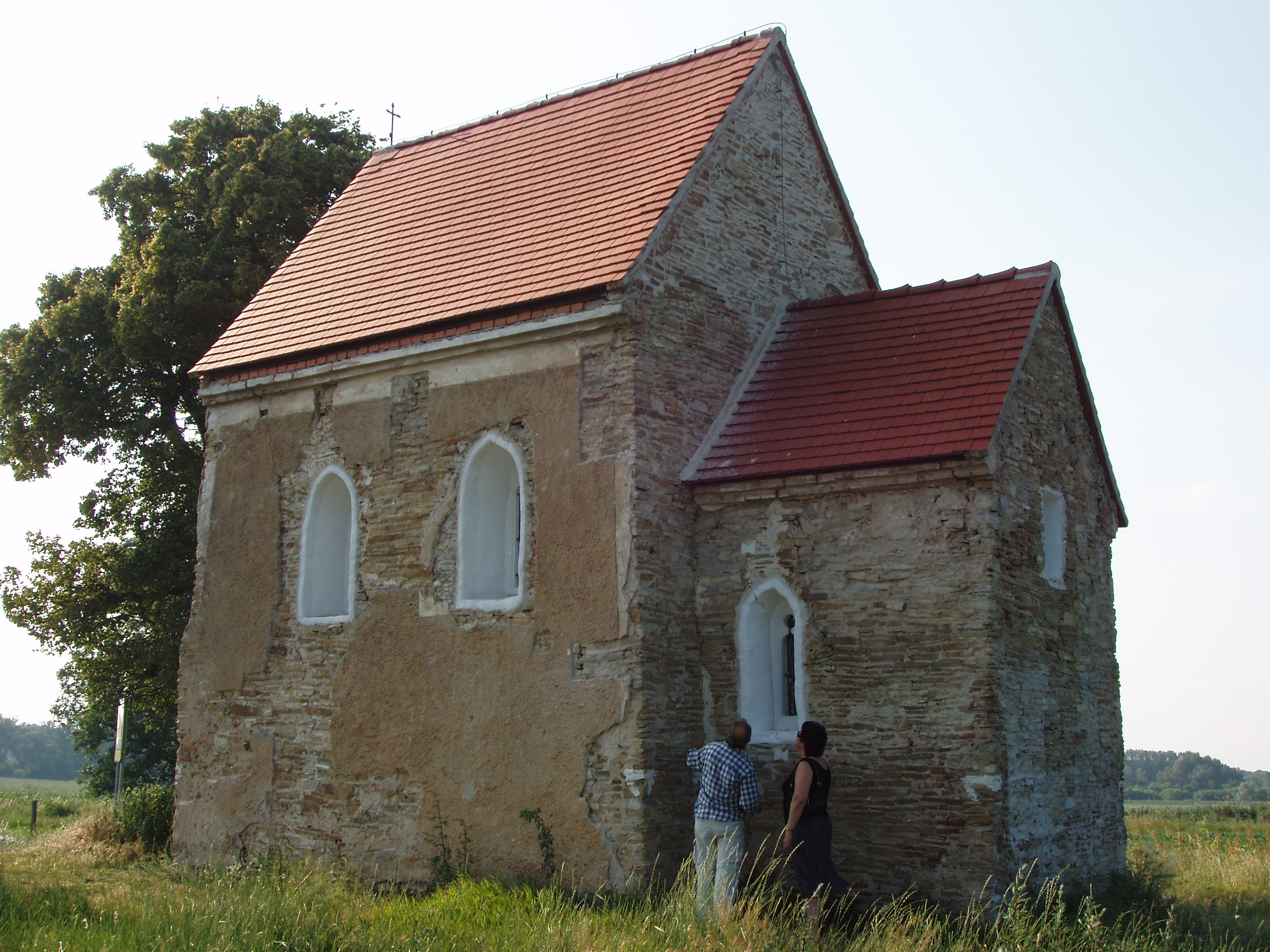
Ansicht der Kirche von Südosten

Die Kirche St. Margareta (slowakisch Kostol svätej Margity Antiochijskej) in Kopčany ist die älteste Kirche der Slowakei. Sie liegt in der Westslowakei, unmittelbar an der Grenze zu Tschechien am Fluss March.
Sie ist die einzige erhaltene Kirche des Großmährischen Reiches.

## Bau
Die Kirche, der heiligen Margareta von Antiochia geweiht, ist ca. 9 m × 5 m groß.

## Geschichte
Sie wurde im 9. Jahrhundert errichtet. Sie liegt zwei Kilometer vom umfangreichen Siedlungskomplex Mikulčice-Valy entfernt, dem mutmaßlichen Machtzentrum des Großmährischen Reiches bis ca. 879.
Im 13. Jahrhundert fanden Umbauten im gotischen Stil statt. Im Jahre 1329 wird die Kirche St. Margareta erstmals schriftlich erwähnt. Bis ins 18. Jahrhundert wurde sie als Kirche genutzt.
In den Jahren 1964 und 1994 fanden archäologische Untersuchungen statt. 2004 konnten bei weiteren Forschungen drei Gräber und Schmuck aus der Zeit des Großmährischen Reiches geborgen werden. Seit 1995 zählt die Kirche zum Nationalen Kulturerbe der Slowakei.